# Confederação Brasileira de Ciclismo
A Confederação Brasileira de Ciclismo (CBC) é o órgão responsável pela organização dos eventos e representação dos atletas de ciclismo no Brasil.

## Calendário Nacional de Ciclismo de Estrada e Ranking Brasileiro
Para o calendário e ranking brasileiro de 2014, veja Ranking Brasileiro de Ciclismo de Estrada de 2014
O calendário nacional de ciclismo de estrada é o conjunto das provas organizadas pela CBC ou pelas federações estaduais disputadas no período de um ano. Além do calendário de provas do ciclismo de estrada, um calendário nacional de provas é estabelecido para as disciplinas de ciclismo de pista, mountain bike, BMX e ciclismo paraolímpico. O calendário é composto por provas internacionais, nacionais e estaduais realizadas no Brasil. Cada prova, de acordo com a sua classe no calendário, atribui pontos que são contados para o Ranking Brasileiro de Ciclismo. O ranking brasileiro existe para cada categoria do ciclismo (elite, júnior, juvenil, entre outros), tanto no masculino como no feminino. Há um ranking individual e um ranking por equipes.

### Pontuação
O Ranking Nacional de Ciclismo de Estrada é composto por 7 classes distintas de provas. São elas:
- CN - Campeonato Brasileiro de Estrada
- CNI - Campeonato Brasileiro de Contra-Relógio
- Classe 1 - Provas por Etapas Internacionais
- Classe 2 - Provas por Etapas Nacionais
- Classe 3 - Provas Clássicas (1 dia)
- Classe 4 - Provas Nacionais (1 dia)
- Classe 5 - Provas de Calendário Estadual

A pontuação distríbuida em cada classe de prova é dividida da seguinte maneira: 
| Classificação | CN  | CNI | Cat. 1 | Cat. 2 | Cat. 3 | Cat. 4 | Cat. 5 |
| ------------- | --- | --- | ------ | ------ | ------ | ------ | ------ |
| 1º            | 150 | 80  | 180    | 100    | 80     | 40     | 10     |
| 2º            | 120 | 65  | 150    | 85     | 65     | 35     | 9      |
| 3º            | 100 | 54  | 120    | 75     | 55     | 30     | 8      |
| 4º            | 85  | 45  | 100    | 65     | 50     | 25     | 7      |
| 5º            | 75  | 38  | 80     | 55     | 45     | 20     | 6      |
| 6º            | 65  | 32  | 65     | 45     | 40     | 17     | 5      |
| 7º            | 55  | 28  | 55     | 35     | 35     | 15     | 4      |
| 8º            | 45  | 25  | 45     | 25     | 30     | 13     | 3      |
| 9º            | 35  | 22  | 36     | 20     | 25     | 11     | 2      |
| 10º           | 30  | 20  | 29     | 19     | 21     | 9      |        |
| 11º           | 25  | 19  | 25     | 18     | 18     | 7      |        |
| 12º           | 22  | 18  | 22     | 15     | 15     | 5      |        |
| 13º           | 19  | 17  | 20     | 14     | 13     | 4      |        |
| 14º           | 17  | 16  | 18     | 13     | 11     | 3      |        |
| 15º           | 16  | 15  | 16     | 12     | 10     | 2      |        |
| 16º           | 15  |     | 15     | 11     | 9      |        |        |
| 17º           | 14  |     | 14     | 10     | 8      |        |        |
| 18º           | 13  |     | 13     | 9      | 7      |        |        |
| 19º           | 12  |     | 12     | 8      | 6      |        |        |
| 20º           | 11  |     | 11     | 7      | 5      |        |        |
| 21º           | 10  |     | 10     | 6      | 4      |        |        |
| 22º           | 9   |     | 9      | 5      | 3      |        |        |
| 23º           | 8   |     | 8      | 4      | 2      |        |        |
| 24º           | 7   |     | 7      | 3      |        |        |        |
| 25º           | 6   |     | 6      | 2      |        |        |        |
| 26º           | 5   |     | 5      |        |        |        |        |
| 27º           | 4   |     | 4      |        |        |        |        |
| 28º           | 3   |     | 3      |        |        |        |        |
| 29º           | 2   |     | 2      |        |        |        |        |

Nas corridas de classe 1 e 2, também são atríbuidos pontos para o vencedor de cada etapa e o líder geral da prova após cada etapa, da seguinte maneira:
|                   | Cat. 1 | Cat. 2 |
| ----------------- | ------ | ------ |
| Vencedor da etapa | 30     | 10     |
| Líder             | 15     | 6      |

Por fim, é concedido 1 ponto a todos os ciclistas que finalizam provas de qualquer categoria à exceção do Campeonato Brasileiro de Contra-Relógio (CNI).

### Normas Gerais
As classes 1 e 2, de provas por etapas nacionais e internacionais, são destinadas a voltas ciclísticas de no mínimo 3 dias de duração. Em provas por etapas realizadas em 2 dias, quando em um dia ocorre um contra-relógio individual e no outro, a etapa de resistência, só tem validade de pontos para o ranking a prova de resistência. Uma prova é internacional quando está inscrita em um calendário mundial ou continental. Copas, taças, ou outras competições que envolvam várias etapas ao longo do ano são classificadas como provas de calendário estadual, e somente a classificação final é considerada (não há pontuação para as etapas). Um exemplo disso, são os Campeonatos Estaduais, normalmente realizados em várias etapas durante o ano, e válidos para o ranking nacional sob a classe 5. No caso dos Campeonatos Estaduais, também há uma exceção de que os pontos atríbuidos nesses, somente, são válidos para o ranking individual, não sendo computados para o ranking por equipes.
Para o ranking de equipes, são consideradas como equipes aquelas que participarem das provas com no mínimo 3 ciclistas (na categoria elite feminino, o mínimo é de 2 ciclistas). Para a classificação do ranking de equipes, é considerado o resultado dos 4 melhores ciclistas da equipe por prova; a soma dos pontos obtidos por esses 4 atletas resulta na pontuação da equipe naquela prova.
Ciclistas estrangeiros não participam do ranking brasileiro de ciclismo de estrada individual. Entretanto, seus pontos são válidos para suas equipes no ranking por equipes.
Em 2012, 72 corridas compuseram o calendário nacional de ciclismo de estrada na categoria elite masculino e, em 2013, 74 provas valeram pontos para o ranking, cuja distribuição foi:
- 1 prova de classe 1 (Tour do Rio)
- 5 provas de classe 2
- 21 provas de classe 3
- 23 provas de classe 4
- 21 provas de classe 5
- Campeonato Brasileiro de Estrada e Contrarrelógio e campeonatos estaduais

### Vencedores do Ranking Brasileiro de Ciclismo de Estrada
| Ano  | Ranking Individual  | Ranking por Equipes                                                 |
| ---- | ------------------- | ------------------------------------------------------------------- |
| 1999 | Marcio May          |                                                                     |
| 2001 |                     | Memorial - Santos                                                   |
| 2002 |                     | Memorial - Santos                                                   |
| 2003 | Marcio May          | Memorial - Santos                                                   |
| 2004 | Marcio May          | Memorial - Santos                                                   |
| 2005 | Marcio May          | Scott - Marcondes César - São José dos Campos                       |
| 2007 | Rafael Andriato     | Scott - Marcondes César - São José dos Campos                       |
| 2008 | Armando Camargo     | Memorial - Santos                                                   |
| 2009 | Bruno Tabanez       | São Lucas Saúde - UAC - Americana                                   |
| 2010 | Jean Coloca         | Funvic - Pindamonhangaba                                            |
| 2011 | José Eriberto       | Funvic - Pindamonhangaba                                            |
| 2012 | Fabiele Mota        | São Francisco Saúde - Powerade - Botafogo - SME Ribeirão Preto      |
| 2013 | Roberto Pinheiro    | São Francisco Saúde - Açúcar Caravelas - Gold Meat - Ribeirão Preto |
| 2014 | Antoelson Dornelles | Funvic Brasilinvest-São José dos Campos                             |